# Amphinecta tula
Amphinecta tula là một loài nhện trong họ Amphinectidae. Loài này phân bố ở New Zealand.